# 33 Lyncis
33 Lyncis är en vit stjärna i huvudserien i stjärnbilden Lodjuret.
33 Lyncis har visuell magnitud +5,75 och är synlig för blotta ögat vid god seeing. Den befinner sig på ett avstånd av ungefär 355 ljusår.